# 威斯特法伦号战列舰
威斯特法伦号战列舰是德意志帝国海军建造的首个无畏舰船级——拿骚级战列舰的其中一艘。该舰于1907年8月12日在不来梅的威悉船厂进行龙骨架设，1908年7月1日下水，并于1909年11月16日投入公海舰队服役。它在采用独特六边形布局的六座双联装炮塔中装备有十二门280毫米45倍径速射炮，最高航速为20.2節（37.4每小時）。
威斯特法伦号在第一次世界大战的大部分时间都与其姊妹舰共同服役，被广泛应用于北海，并在那里参加了数次出击。这些行动在1916年5月31日至6月1日爆发的日德兰海战达到顶点，其中威斯特法伦号曾于夜战中与英国的轻型部队猛烈交锋。它在晚间及进入次日的大部分时间里都领航德国战列线，直至舰队返抵威廉港。而在1916年8月的另一次舰队推进中，威斯特法伦号被一艘英国潜艇的鱼雷炸损。
该舰同样有数次在波罗的海展开针对俄国海军的出动，其中首次是在里加湾海战期间对攻击湾区的德国海军提供掩护。1918年，威斯特法伦号再被发往波罗的海，以支持在芬兰内战中的白卫队。当公海舰队的大部分主力舰于战后被扣留在斯卡帕湾时，威斯特法伦号却获准留在德国。至1919年，随着舰队在斯卡帕湾自沉，威斯特法伦号代替已沉没的舰只被移交协约国。然后，它被送往英格兰的拆船商，并于1924年拆解报废。

## 设计

拿骚级线条画，显示了主炮的布局

拿骚级战列舰的设计工作开始于1903年底，即英德海军造舰竞赛的背景下；当时，外国海军的战列舰已经开始装备口径越来越大的副炮，包括意大利和美国舰只的203毫米炮和英国舰只的234毫米炮，均超过了此前德国级战列舰搭载的170毫米副炮。德国设计师最初考虑为舰只配备210毫米副炮，但1904年初有关英国纳尔逊勋爵级战列舰将配备254毫米重炮的错误报道促使他们考虑建造一款更强大的舰只：由八门280毫米炮组成的“全装重型火炮”战列舰。在接下来的两年里，设计被改进成一艘体积更大的舰只，配备有十二门重炮，而此时英国已经推出了全装重型火炮战列舰——无畏号。
威斯特法伦号的全长为146.1米，舷宽26.9米，有8.9米的吃水深度。它在标准载荷下的排水量为18873吨，满载排水量则为20535吨。舰只设计保留了三轴三胀式蒸汽机，而不是更为先进的蒸汽轮机。蒸汽由十二台燃煤水管锅炉供应至发动机，并在1915年增加了煤油混烧锅炉。这种类型的推进装置是应海军元帅阿尔弗雷德·冯·提尔皮茨和海军造舰局的要求而选择的；后者曾于1905年表示“在重型军舰上使用涡轮机本身并不可取”。这个决定完全是基于成本考量：当时，帕森斯在蒸汽轮机上拥有垄断地位，并要求每制造一台涡轮机须支付100万马克的使用费。德国企业直至1910年才开始大批量生产涡轮机。
威斯特法伦号是以一种独特的六边形布局来搭载十二门280毫米45倍径速射炮。其副炮包括十二门150毫米45倍径速射炮和十六门88毫米45倍径速射炮，它们均安装在炮廓内。此外，舰只还装备有6门450毫米水下鱼雷发射管。其中舰艏、舰艉各1门，另外4门则安装在两边舷侧防鱼雷舱壁的每一端。该舰的主装甲带在中央堡垒内的厚度为300毫米，装甲甲板为80毫米。主炮塔的侧部有280毫米厚，司令塔则受到400毫米厚的钢板保护。

## 服役历史

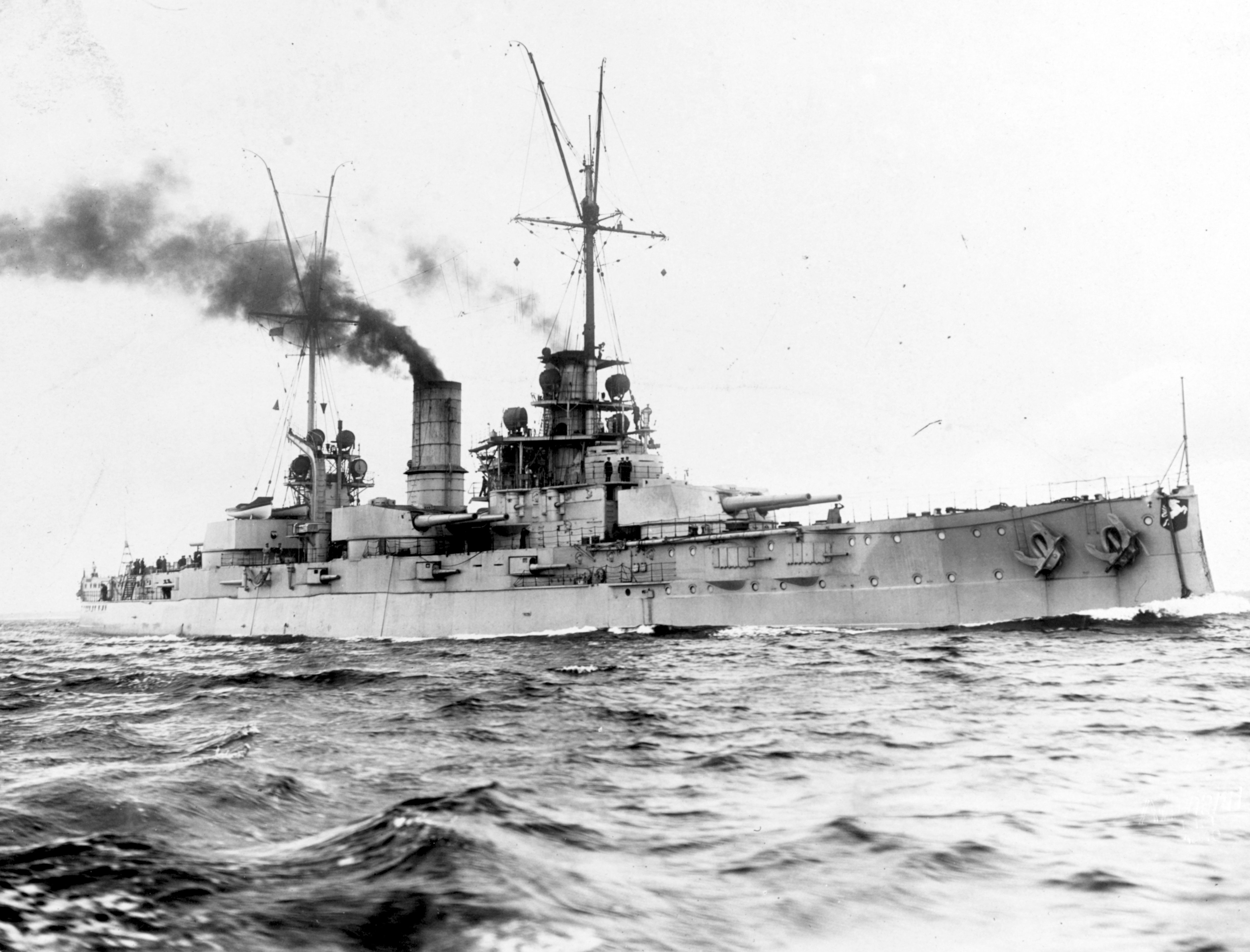
完工后不久的威斯特法伦号，约1910年

威斯特法伦号战列舰是由德意志帝国海军以“萨克森代舰”（Ersatz Sachsen）作为合同代号进行订购，以替代年迈的萨克森级铁甲舰的主导舰——萨克森号。帝国议会在1906年3月秘密批准并划拨了用于建拿骚号和威斯特法伦号的资金，但威斯特法伦号的建造却因武器和装甲的采购而推迟。它于1907年8月12日才开始在不来梅的威悉船厂进行龙骨架设。与其姊妹舰拿骚号一样，施工进展迅速而保密；船厂及克虏伯等供应建造材料的主承包商，均由军队士兵看守。该舰于1908年7月1日下水，并在经过初步舾装后，再于1909年9月中旬被转运至基尔，由船员组成的船坞工人进行最终舾装。然而，由于正处于枯水期的威悉河水位较低，使得舰只不得不附上六艘躉船以减少自身吃水。即便如此，它还是尝试了两次才成功通过河流。
1909年10月16日，威斯特法伦号在投入舰队服役前，于基尔参加了威廉皇帝运河的第三组船闸通航仪式。整整一个月后，舰只又被委以进行海试，期间仅在1910年2月的舰队训练演习时中断。试航于5月3日完成，威斯特法伦号被编入公海舰队的第一战列分舰队；两天后，它便取代前无畏舰汉诺威号成为分舰队旗舰。海军曾有意将该舰调配至第二战列分舰队，但此计划在第一次世界大战爆发后被摒弃。

### 第一次世界大战
威斯特法伦号在整个战争期间，参加了大部分进入北海的舰队出击。首个类似行动是由弗朗茨·冯·希佩尔麾下第一侦察集群的大巡洋舰主导实施；这些舰只于1914年12月15－16日炮击了英格兰的沿海城镇斯卡布罗、哈特尔浦及惠特比。十二艘德国无畏舰——包括威斯特法伦号及其三艘姊妹舰，连同八艘前无畏舰则组成了德国战列舰队，出海提供远程支援。12月15日傍晚，它们来到距离英国一个孤立分舰队的六艘战列舰约10海里（19）范围内。然而，与敌方驱逐舰阵幕群在黑暗中的零星冲突使得时任公海舰队总司令、海军上将腓特烈·冯·英格诺尔误判自己面对的是整个大舰队主力。根据德皇威廉二世的命令，为避免不必要的冒险，英格诺尔中断了交战并将舰队撤回德国。至1915年3月底，威斯特法伦号进入旱坞进行定期维修。

#### 里加湾海战
1915年8月，德意志帝国海军试图肃清里加湾，以便德国陆军占领里加。为此，德国策划者打算驱逐或摧毁驻守在当地的俄国海军力量，其中包括前无畏舰光荣号以及若干炮舰和驱逐舰。德国战列舰有几艘扫雷舰随行，它们的任务首先是清除俄国雷区，然后在海湾北部入口布设一系列雷区，以防俄国海军增援部队进入该海域。为实施进攻而集结的德国特遣区舰队包括威斯特法伦号及其三艘姊妹舰，四艘黑尔戈兰级战列舰，以及大巡洋舰塞德利茨号、毛奇号和冯·德·坦恩号。部队受希佩尔指挥，他在此时已晋升为海军中将。八艘战列舰将为与俄国区舰队交战的部队提供掩护。在8月8日的里加湾海战中，德国人的首轮攻势并不顺利，因为清理俄国雷区已耗费相当长的时间，导致布雷艇德国号迟迟无法布设己方的水雷。
8月16日，特遣队开始第二轮攻势，拿骚号、波森号连同四艘小巡洋舰以及三十一艘鱼雷艇设法突破了里加湾的防线。当天，德国扫雷舰T46号和驱逐舰V99号均被击沉。翌日，拿骚号携波森号与光荣号交战，结果三次命中俄舰促使其撤离。三天后，俄国雷区已被清除，舰队于8月19日进入海湾，但协约国潜艇在该地区出没的报告则促使德国人于第二天上午撤离。希佩尔在事后表示，“在敌方潜艇日益活跃的有限区域内长时间部署有价值的舰艇，并承担相应的损坏和损失风险，无疑是沉溺于一场赌博；这与在从陆地一侧夺取里加之前占领海湾所获得的利益不成比例。”事实上，大巡洋舰毛奇号已于当天早晨被英国潜艇E1号发射的鱼雷击中，但只受到轻微的破坏。

#### 重返北海
至1915年8月底，威斯特法伦号及公海舰队余部都回到了它们在北海的锚地。下一项任务是9月11－12日进入北海的扫荡，但没有采取任何行动。舰队的另一次出击随后发生于10月23－24日，同样未遇到任何英国军队。进入1916年后，舰队先是于4月21－22日执行了在北海波澜不惊的推进；两天后则展开了一项炮击任务：其中威斯特法伦号受命对炮击雅茅斯及洛斯托夫特的第一侦察集群提供支援。 在这次行动中，大巡洋舰塞德利茨号因不慎触雷而被迫提前返航。而由于能见度差，行动很快被叫停，并在英国舰队尚未及拦截前离开。

#### 日德兰海战
海军上将赖因哈德·舍尔作为继英格诺尔和胡戈·冯·波尔之后的公海舰队新任总司令，曾计划立即再对英格兰海岸实施另一轮炮击，目的是吸引及牵扯大舰队的一部分，并在英国舰队主力可能报复之前将其摧毁。然而，塞德利茨号的损坏和第三战列分舰队几艘无畏舰的冷凝器故障导致计划被迫推迟至1916年5月底。德国战列舰群于5月31日03:30驶离亚德湾。威斯特法伦隶属于第一战列分舰队的第二支队，受海军少将瓦尔特·恩格尔哈特指挥。第二支队是德国战列线中序列最末的无畏舰部队，在其身后仅有第二战列分舰队年迈的前无畏舰。
在17:48至17:52之间，包括威斯特法伦号在内的十一艘德国无畏舰迎向英国第2轻巡洋分舰队开火，但射程和能见度不佳影响了有效射击，并很快作罢。在18:05，威斯特法伦号再次开火，其目标是1艘英国轻巡洋舰——极有可能为南安普敦号。尽管相距不远，仅有约18000米，威斯特法伦号却没有取得任何命中。舍尔在此时下令以最大速度追击英国军舰，威斯特法伦号遂提速至20節（37每小時）。19:30，当舍尔示意“向西行”时，德国舰队第二次面对已展开成战斗队形的大舰队，被迫转向离去。在此过程中，德国战列线的序列被颠倒；这将使第二战列分舰队处于领先地位。但威斯特法伦号的舰长、海军上校约翰内斯·雷德利希注意到第二分舰队偏离了阵形，他便立即转舵占据领头位置。
21:20左右，威斯特法伦号及其姊妹舰开始与英国第3战列巡洋分舰队的战列巡洋舰交战；对手的几枚重炮跨中威斯特法伦号（落至舰舷两侧），在甲板上洒下一些碎片。此后不久，两条已发现的鱼雷轨迹被证明是虚假的。然后，这些舰只被迫减速，以便给予第一侦察集群的大巡洋舰通过。大约22:00，威斯特法伦号和莱茵兰号在黑暗中观察到不明身份的轻型部队。在通过探照灯进行的闪烁盘问被无视后，两艘舰只转向右舷离开，以躲避任何可能已发射的鱼雷。第一战列分舰队余部亦作跟随。在短暂的交战中，威斯特法伦号于大约两分半钟的时间内共发射了七枚280毫米重炮。威斯特法伦号再次担当了舰队的领头位置，这是因为舍尔希望领航舰比起前无畏舰更能抵御鱼雷攻击。
在大约00:30，德国战列线的领头部队遭遇了英国的驱逐舰及巡洋舰。近距离的激烈交火就此展开；威斯特法伦号在相距约1800米的范围内同时以150毫米炮及88毫米炮向驱逐舰蒂珀雷里号开火。其首轮齐射摧毁了蒂珀雷里号的舰桥及前甲板炮。在五分钟的时间内，威斯特法伦号共向蒂珀雷里号发射了九十二枚150毫米炮及四十五枚88毫米炮，然后向右转舵90度，以躲避任何可能已发射的鱼雷。拿骚号连同几艘巡洋舰及驱逐舰也加入了对蒂珀雷里号的攻击，该舰很快便变成了一个燃烧的残骸。然而，驱逐舰仍然以其舰艉炮继续射击，并发射了两枚右舷鱼雷。其中一艘英国驱逐舰以4英寸（100）炮命中威斯特法伦号的舰桥，造成2人阵亡、8人受伤；舰长雷德利希亦身负轻伤。在00:50，威斯特法伦号发现了驱逐舰布罗克号，并短暂的以副炮交火；在45秒时间内，它共发射了十三枚150毫米炮及十三枚88毫米炮，进而转向离开。布罗克号还与包括小巡洋舰{罗斯托克号在内的其它德国军舰交火；它至少被七次命中，造成42人阵亡、6人失踪及34人受伤。南安普敦号的一名军官甚至将布罗克号形容为“绝对的烂摊子”。尽管造成严重的破坏，布罗克号还是设法撤离了战场并返抵港口。刚01:00过后，威斯特法伦号的探照灯射向驱逐舰幸运号，后者在几秒钟之内便被威斯特法伦号及莱茵兰号摧毁，并起火燃烧。它还同样设法击沉了另一艘英国驱逐舰湍流号。
尽管夜间战斗激烈，公海舰队还是成功突破了英国的驱逐舰群，并于6月1日04:00抵达犄角礁。在威斯特法伦号的引领下，德国舰队在几小时后抵达威廉港。该舰及其两艘姊妹舰连同黑尔戈兰级舰只黑尔戈兰号和图林根号负责在外围锚区组成防御阵位。在战斗过程中，威斯特法伦号共发射了五十一枚280毫米炮，一百七十六枚150毫米炮和一百零六枚88毫米炮。维修工作随后立即在威廉港进行，并至6月17日完成。

#### 8月18－19日突袭
另一次舰队推进随后在1916年8月18－22日进行，舍尔计划利用第一侦察集群的大巡洋舰炮击英格兰沿海城镇桑德兰，进而引诱和摧毁贝蒂的战列巡洋舰。由于四艘德国大巡洋舰中仅两艘达到作战状态，因此有另外三艘无畏舰被分派至侦察集群参与行动：藩侯号、大选帝侯号以及新入役的巴伐利亚号。公海舰队余部——包括位居战列线后方的威斯特法伦号，都将尾随并提供掩护。然而，在8月19日06:00，威斯特法伦号在距泰尔斯海灵岛以北约55海里（102）处遭到英国潜艇E23号发射的鱼雷袭击。有近800吨海水倒灌入舰内，但都控制在防鱼雷舱壁内。3艘鱼雷艇从舰队中脱离，以将受损舰只护送回港；威斯特法伦号以14節（26每小時）的速度返航。英国人已事先破译了德国人的计划，并派出大舰队应战。在14:35，舍尔收到了大舰队迫近的警告，他并不愿意在难分伯仲的日德兰海战后仅11周便又与整个大舰队交战，于是下令全体舰队掉头撤回德国港口。威斯特法伦号的维修工作一直持续至9月26日。
维修完成后，威斯特法伦号曾短暂进入波罗的海进行训练，并于10月4日返回北海。10月18－20日，舰队进一步推进至多格滩，但它以没有遭遇到任何英国部队而告终。威斯特法伦号于1917年的大部分时间都停留在港口。舰只并未实际参与在波罗的海的阿尔比恩行动，但它曾被派驻至阿彭拉德，以防英国人可能入侵该地区。

#### 远征芬兰

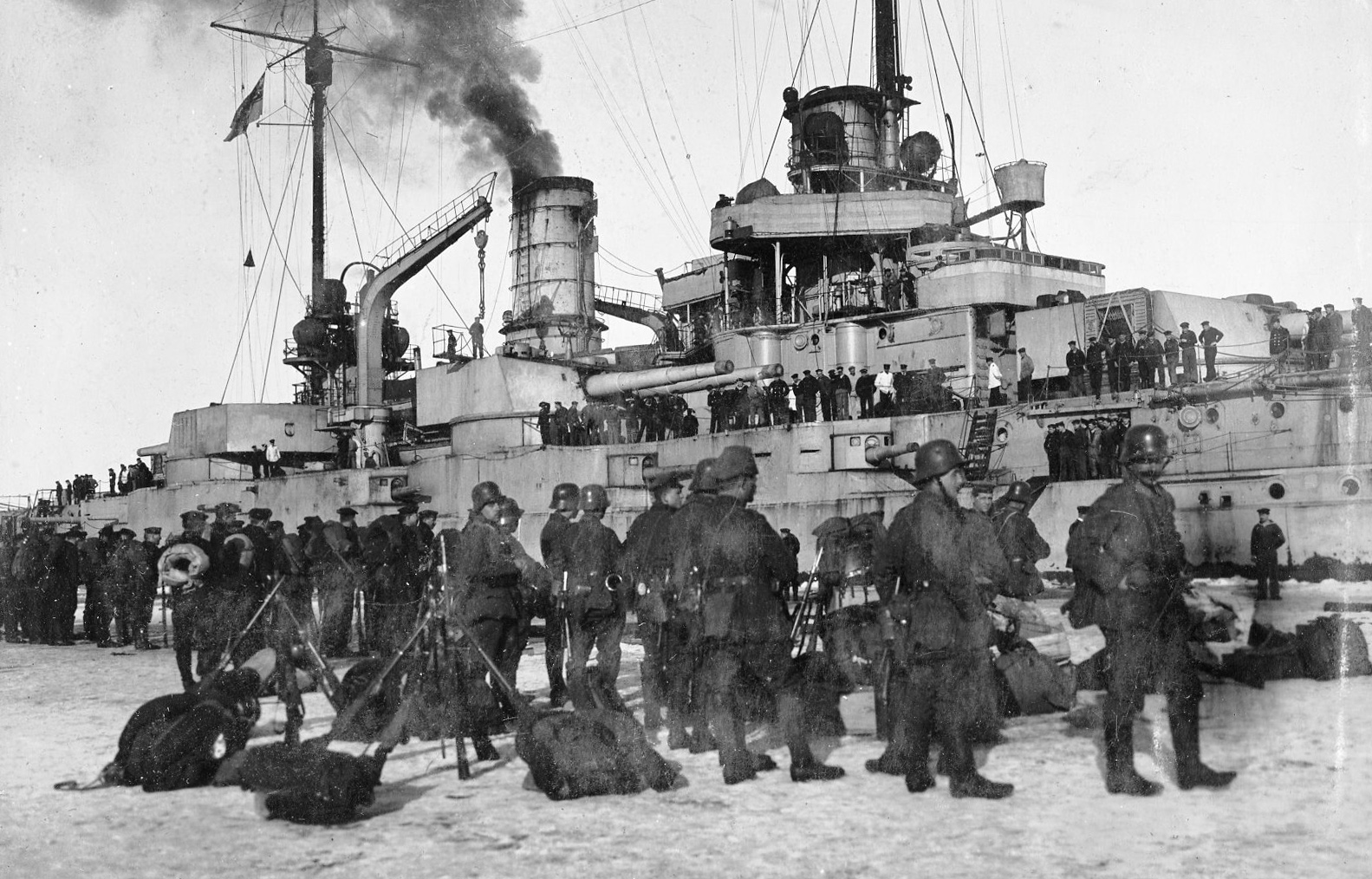
威斯特法伦号搭载的德国部队在埃克勒登陆（1918年3月5日）

1918年2月22日，威斯特法伦号及莱茵兰号奉命前往芬兰，以对部署在当地的德国陆军部队提供支援。芬兰此时爆发了白卫队与赤卫队之间的内战。2月23日，两艘舰接载陆军第14猎兵营，于2月24日稍早时候离港前往奥兰群岛。在攻陷首都赫尔辛基后，奥兰将成为一个前沿作战基地，从这里可以确保汉科港的安全。特遣队于3月5日抵达奥兰群岛，并在那里遭遇了瑞典的岸防舰瑞典号、索尔号和奥斯卡二世号。经过协商后，德国部队于3月7日顺利在奥兰登陆；威斯特法伦号则随即返回但泽。
威斯特法伦号一直停留在但泽，直至3月31日与波森号一同再启程前往芬兰；舰只于4月3日抵达了汉科的外围防线——鲁萨略岛。德国陆军迅速控制了港口。特遣队随后前往赫尔辛基；威斯特法伦号于4月9日在雷法尔稍作停泊，以整编入侵力量。两天后，舰只驶入赫尔辛基港湾并让士兵登陆；同时以其主炮对部队推进提供掩护。赤卫队于三天内被击败。舰只继续停留在赫尔辛基直至4月30日，当白卫队掌权稳定后才离开。
行动过后，威斯特法伦号返回北海重新编入第一战列分舰队。8月11日，威斯特法伦号、波森号、皇帝号和皇后号受命驶往泰尔斯海灵岛，以协助德军在该地区的巡逻。在途中，威斯特法伦号的锅炉严重受损，使其最大速度被迫降低至16節（30每小時）。返回港口后，它从舰队中退役并被用作炮术训练舰。

### 结局
当1918年11月德国战败后，公海舰队的大部分舰只都根据停战协定被扣押至斯卡帕湾的英国海军基地。威斯特法伦号及其3艘姊妹舰作为德国海军最旧的无畏舰，不在被扣押的名单之列，因此得以留在德国港口。在落实《凡尔赛条约》的谈判过程中，海军少将路德维希·冯·罗伊特作为德国被扣押舰队的指挥官，从《泰晤士报》的一份副本中得知，休战协议将于1919年6月21日到期，而这也是德国签署和平条约的最后期限。罗伊特推断英国方面将会在停战期满后强行抢占德国军舰。为了防止这种情况，他决定伺机凿沉己方舰只。6月21日上午，英国舰队离开斯卡帕湾进行训练演习；罗伊特于11:20向全体德国军舰下达了他的命令。
作为斯卡帕湾自沉事件的后果，协约国要求更换已沉没的舰只。威斯特法伦号于1919年11月5日从海军序列中除籍，随后于1920年8月5日以合同代号“D”移交协约国支配。然后，该舰被售予伯肯希德的拆船商，并于1924年在当地拆解报废。